# Dolina Pięciu Stawów Spiskich

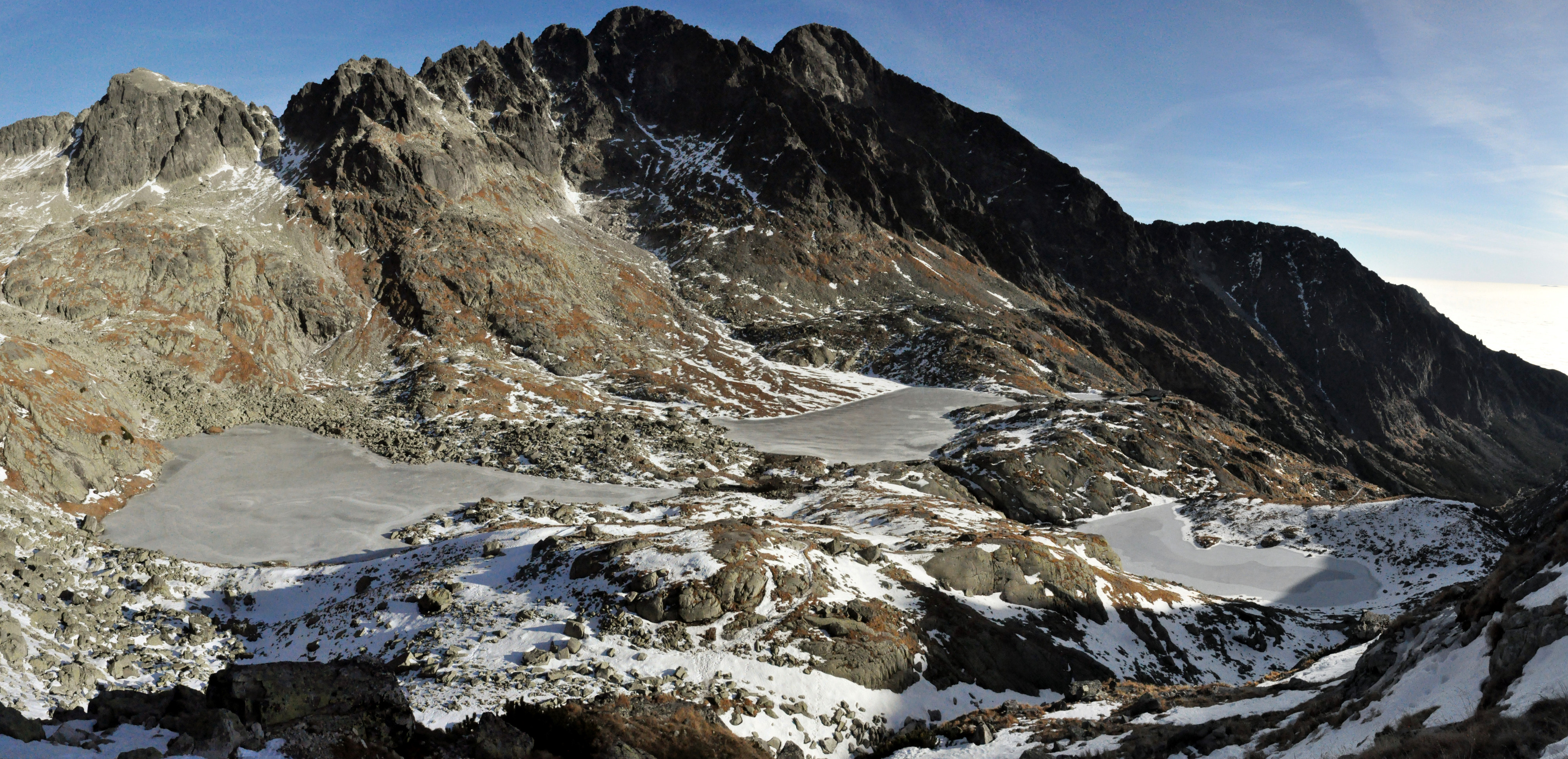
Widok ze szlaku na Lodową Przełęcz

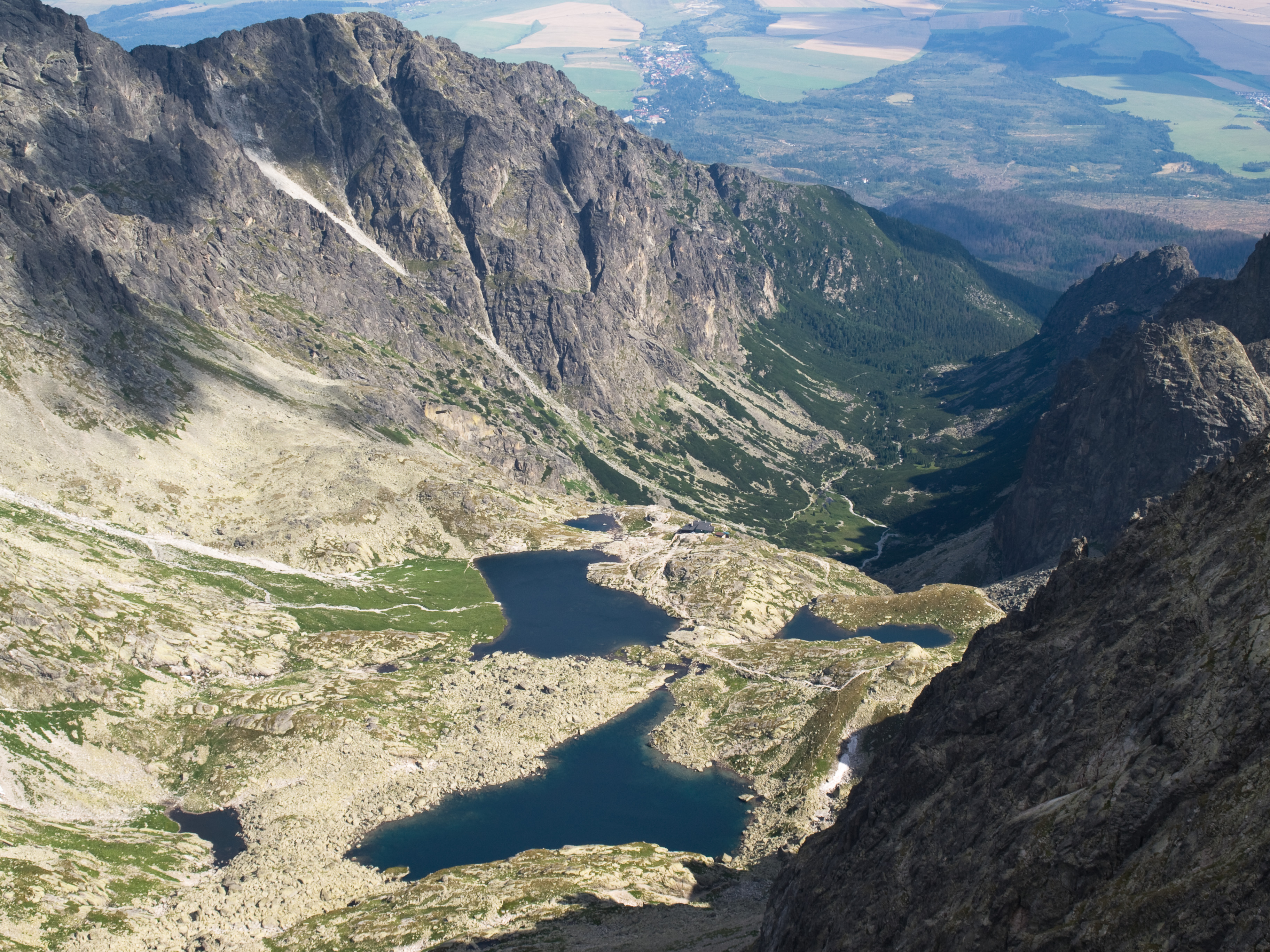
Dolina Pięciu Stawów Spiskich z Lodowego Szczytu

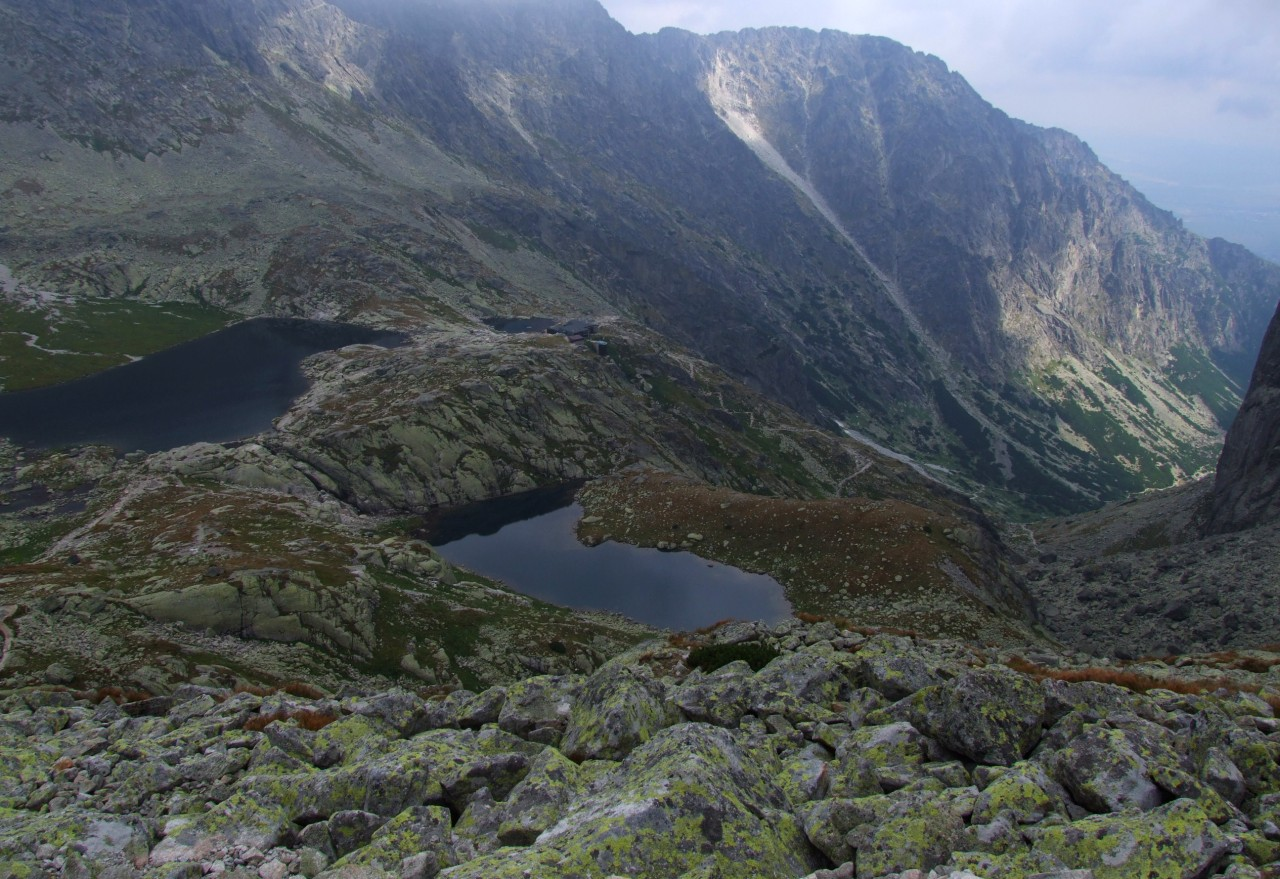
Pośredni i Niżni Staw Spiski

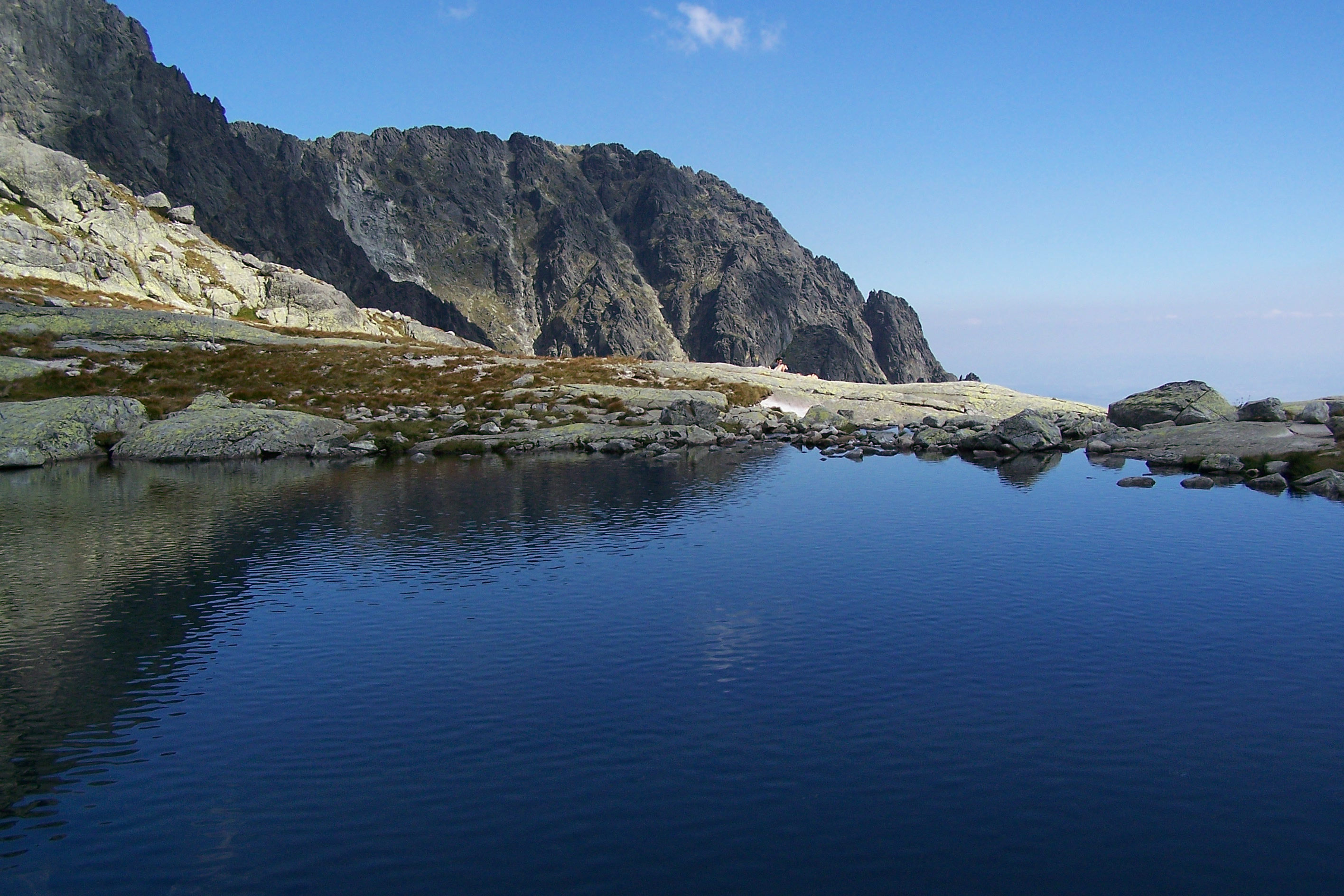
Pośredni Staw Spiski

Dolina Pięciu Stawów Spiskich (słow. kotlina Piatich Spišských plies, niem. Fünfseenkessel, Kessel der Fünf Seen, węg. Öt-tavi-katlan, Öt-tó-katlan) – dolina położona w słowackich Tatrach Wysokich, wznosząca się nad Doliną Małej Zimnej Wody (Malá Studená dolina) i oddzielona od niej ścianą stawiarską.

## Opis doliny
Dolina Pięciu Stawów Spiskich jest typowym kotłem polodowcowym. Dno doliny zbudowane jest z wypukło-wklęsłych, obłych głazów polodowcowych, zwanych mutonami. Są one silnie ogładzone przez lodowiec i są to największe w całych Tatrach tego typu ogładzenia. Znajdują się tu też stawy polodowcowe, będące najwyżej usytuowanymi jeziorami w Tatrach.
Głównymi zbiornikami wodnymi doliny jest Pięć Stawów Spiskich, od których wzięła ona nazwę. Najwyżej położony z nich jest Zadni Staw Spiski (2022 m n.p.m.), największy zaś Wielki Staw Spiski. Pozostałe jeziora to Pośredni, Niżni i Mały Staw Spiski. Oprócz tych pięciu stawów w jej górnych partiach znajduje się okresowy Barani Stawek u stóp masywu Baranich Rogów, będący najwyżej położonym stawem w Tatrach (2207 m), a w sąsiedniej Dolince Lodowej – Lodowy Stawek.
Znajduje się tu Schronisko Téryego (2015 m). Przez dolinę prowadzą szlaki turystyczne na Lodową Przełęcz (Sedielko) i Czerwoną Ławkę (Priečne sedlo). Nad doliną górują wierzchołki:
- Łomnica (Lomnický štít) – 2634 m,
- Durny Szczyt (Pyšný štít) – 2621 m,
- Baranie Rogi (Baranie rohy) – 2526 m,
- Lodowy Szczyt (Ľadový štít) – 2627 m,
- Pośrednia Grań (Prostredný hrot) – 2441 m,
- Żółty Szczyt (Žltá veža) – 2385 m.

Klasyczny próg lodowcowy, którym podcięta jest Dolina Pięciu Stawów Spiskich, jest nachylony pod kątem średnio 45° i zwany Złotymi Spadami. Z dużej płyty skalnej spada tutaj wodospad – Złota Siklawa, o którym Marian Łomnicki pisał w 1865 r.: „Prześliczny widok! Z ogromnej, więcej może niż stosążniowej wysokości, spływa miejscami w kilkoro rozdzierzgniona wstęga, bielsza od najbielszego śniegu”. Powyżej progu, po jego wschodniej stronie znajduje się bardzo stroma Żółta Ściana z drogami wspinaczkowymi o dużej skali trudności.

## Historia
Pierwszymi potwierdzonymi osobami, które dotarły do Doliny Pięciu Stawów Spiskich, byli angielski podróżnik Robert Townson i jego przewodnik ze Starej Leśnej (15 sierpnia 1793 r.), już wcześniej jednak zwiedzano dolinę. W zimie pierwsi byli tu Theodor Wundt i przewodnik Jakob Horvay 28 grudnia 1891 r.

## Szlaki turystyczne
– zielony szlak od Schroniska Zamkovskiego dnem Doliny Małej Zimnej Wody do Schroniska Téryego, stąd dalej razem ze szlakiem żółtym i po jego odłączeniu na Lodową Przełęcz, skąd dalsza droga prowadzi aż do Jaworzyny Tatrzańskiej.
- Czas przejścia od Schroniska Zamkovskiego do Schroniska Téryego: 1:45, ↓ 1:20 h
- Czas przejścia od Schroniska Téryego na Lodową Przełęcz: 1:30 h, ↓ 1:20 h
- Czas przejścia z przełęczy do Jaworzyny: 4 h, ↑ 5 h

  – żółty szlak, biegnący początkowo razem z zielonym, potem przechodzący w jednokierunkowy szlak przez przełęcz Czerwoną Ławkę do Doliny Staroleśnej.
- Czas przejścia ze Schroniska Téryego na Czerwoną Ławkę: 1:30 h
- Czas przejścia z przełęczy do Schroniska Zbójnickiego: 1:45 h